# Crkva sv. Mihovila u Mitlu
Crkva sv. Mihovila u selu Mitlu, općina Marina, zaštićeno kulturno dobro.

## Opis dobra
Crkva sv. Mihovila u Mitlu pokraj Blizne jednobrodna je građevina od kamena s krovom od kamenih ploča i preslicom na pročelju, podignuta najvjerojatnije u 13. st. Nalazi se na mjesnom groblju, a pregrađena je 1406.g. Na pročelju crkve je umjesto rozete otvor u obliku križa. Crkva je pregradnjom dobila svod te dva barokna prozora. Sa sjeverne strane dograđena je mala sakristija. U unutrašnjosti crkve vide se tragovi posvetnih križeva crtanih a fresco. Tu su uzidane dvije custodiae s dekorativnim elementima na prijelazu iz gotike u renesansu. Na glavnom oltaru je rustična barokna pala iz 18.st. s prikazom sv. Mihovila i sv. Ivana Trogirskog.

## Zaštita
Pod oznakom Z-4698 zavedena je kao nepokretno kulturno dobro - pojedinačno, pravna statusa zaštićena kulturnog dobra, klasificirano kao "sakralna graditeljska baština".